# 佐藤雪夫
佐藤 雪夫（さとう ゆきお、1901年5月7日 - 1931年12月21日）は、日本の翻訳家、雑誌記者。群馬県室田町（現高崎市）出身。
東京神田の順天中学校を卒業後、1924年に東京外国語学校イタリア語科卒業。同年5月に発行された文芸雑誌「南歐文學」の編集人を務め、イタリア文学紹介、翻訳などで活躍した。同誌の発行元は三田書房、発行人は甲斐田イヨ。南ヨーロッパの文学を紹介・研究することを目的とし、原語からの翻訳やエッセイなどが掲載された。全2冊で、1号は同年5月に発行され、巻頭にポール・クローデルの肖像と題字「水に聴く」を掲載。2号は翌6月の発行。
翌1925年にキネマ旬報社に編集部員として入社し、映画評論、脚色等で活躍した。1927年には日本最初のトーキー映画「黎明」（小山内薫監督、築地小劇場製作、昭和キネマ提供）の製作に原作として参加。1930年には日本キネマ製作「昨日の薔薇」（岡田三郎監督）の脚色を手がけた。
1931年12月21日に死去。

## 翻訳等
- 「カヴァレリア・ルスティカーナ」 ジョヴァンニ・ヴェルガ著、佐藤訳、1925年、聚英閣刊[3]
- 「世界短篇小説大系 南欧・北欧篇」 1926年、近代社刊。ルイジ・ピランデルロの「夫の家出」などが収録[4]。
- 「世界戯曲全集 第38巻」 1929年、近代社世界戯曲全集刊行会刊。ルイジ・ピランデルロの「ヘンリイ四世」などが収録[5]。
- 「世界戯曲全集 別冊 (世界戯曲史) 」 1931年、世界戯曲全集刊行会刊[6]
- 『世界文学講座』巻９ 南歐文學篇、新潮社、1933年。トルクァート・タッソを紹介した論考「タッソオ」が収録される。